# Oljato-Monument Valley (Utah)
Oljato-Monument Valley is een plaats (census-designated place) in de Amerikaanse staat Utah, en valt bestuurlijk gezien onder San Juan County.

## Demografie
Bij de volkstelling in 2000 werd het aantal inwoners vastgesteld op 864.

## Geografie
Volgens het United States Census Bureau beslaat de plaats een oppervlakte van
74,4 km², geheel bestaande uit land.

## Plaatsen in de nabije omgeving
De onderstaande figuur toont nabijgelegen plaatsen in een straal van 40 km rond Oljato-Monument Valley.